# Thomas Drange
Thomas Hanasand Drange (* 22. Februar 1986 in Stavanger, Norwegen) ist ein aus Norwegen stammender ehemaliger Handballspieler. Als Linkshänder spielte er meist im rechten Rückraum.
Seine aktive Karriere begann Drange bei Stavanger Håndball. 2006 wechselte er dann zu Fyllingen Håndball. Nach drei Jahren wechselte er dann 2009 zur dänischen Spitzenmannschaft FCK Håndbold, mit dem er 2010 den dänischen Pokal gewann. Anschließend unterschrieb Drange einen Vertrag beim französischen Verein Dunkerque HBGL. Nachdem Drange im Jahr 2011 mit Dunkerque den französischen Pokal gewonnen hatte, schloss er sich dem spanischen Verein Toledo BM an. Im Sommer 2012 beendete er seine Laufbahn, um sich auf sein Studium zu konzentrieren.
Er spielte auch für die norwegische Nationalmannschaft (Rückennummer 4), so bei der Weltmeisterschaft 2009.
Drange ist Bachelor für Wirtschaftswissenschaften und Management.